# Іван Віцеліч
Іван Віцеліч (англ. Ivan Vicelich, * 3 вересня 1976, Окленд, Нова Зеландія) — новозеландський футболіст, захисник Окленд Сіті та  національної збірної Нової Зеландії.

## Клубна кар'єра
Іван Віцеліч виступав в новозеландських командах «Waitakere City F.C.» «Central United», «New Zealand Knights» «Auckland City FC» та командах голландських футбольних ліг Валвейк, Рода (Керкраде).  Учасник фінальної частини 19-го Чемпіонату світу з футболу 2010 в Південно-Африканський Республіці.

## Титули і досягнення
- Володар Кубка націй ОФК: 1998, 2002, 2008
- Срібний призер Кубка націй ОФК: 2000
- Бронзовий призер Кубка націй ОФК: 2004, 2012